# Frunza (okręg Gorj)
Frunza – wieś w Rumunii, w okręgu Gorj, w gminie Logrești. W 2011 roku liczyła 458 mieszkańców.